# Самоленж
Самоленж (пол. Samołęż) — село в Польщі, у гміні Вронки Шамотульського повіту Великопольського воєводства.
Населення — 375 осіб (2011).
У 1975-1998 роках село належало до Пільського воєводства.

## Демографія
Демографічна структура станом на 31 березня 2011 року:
|          | Загалом | Допрацездатний вік | Працездатний вік | Постпрацездатний вік |
| -------- | ------- | ------------------ | ---------------- | -------------------- |
| Чоловіки | 183     | 41                 | 132              | 10                   |
| Жінки    | 192     | 43                 | 119              | 30                   |
| Разом    | 375     | 84                 | 251              | 40                   |